# 세보엠이씨
세보엠이씨(Sebo Manufacturing Engineering Corp.)는 대한민국의  1차 배관 및 덕트 설비시공 기업이다. 본사는 서울특별시 서초구 효령로 341 (서초동 1605-9 인산빌딩)에 위치해 있으며 대표이사는 김우영이다.

## 사업
주로 반도체 생산시설을 위한 클린룸 공사와 불소수지코팅덕트 제조로 성장해 왔으며
반도체 클린룸 설비 투자 증가로 인한 수혜가 기대된다 고배당 정책을 유지하고 있으며 삼성전자 등 대기업에 납품하고 있다.
하이테크 설비공사에 전문으로
주거시설, 오피스, 플랜트 설비, 반도체 클린룸 등을 시공함과 동시에 덕트/배관 제품 등을 제작, 판매하고 있다

## 관계사
연결대상 종속회사로는 Cong Ty Tnhh Sebomec Vietnam, SEBO MEC PHILIPPINES CORP, 관계회사로는 (주)에스비테크가 있다

## 참고 문헌
1. ↑  세보엠이씨 2022년 3분기 실적발표 2022.11.18
2. ↑  이원재, 한국IR협의회 기업리서치센터 기술분석보고서-세보엠이씨 2023.05.31
3. ↑  김우영 세보엠이씨 대표이사 사장, 비즈니스포스트, 2024-01-25
4. ↑  독립리서치 밸류파인더 “세보엠이씨, 반도체 클린룸 배관공사로 성장 본격화”, 조선비즈, 2023.03.15
5. ↑  "세보엠이씨 시골 공장서 1조 매출"…배당금도 은행 이자 두 배, 한국경제, 2023.09.11
6. ↑  최재호, 하나금융투자 기업분석보고서-세보엠이씨 2022년 06월 01일
7. ↑  장기상, 한국투자증권 기업분석보고서-세보엠이씨 2013.7.11
8. ↑  박영서, 한국IR협의회 기술분석보고서-세보엠이씨 2021.09.30